# Dennis Rommedahl
Dennis Rommedahl (nascut a Copenhaguen, Dinamarca, el 22 de juliol del 1978), és un exfutbolista professional danès que jugà d'extrem o davanter a l'AFC Ajax de la Eredivisie, el Olympiakos FC, el Brøndbyernes Idrætsforening i el RKC Waalwijk. També jugà a la selecció de Dinamarca.